# Skogens naturreservat
Skogen är ett naturreservat i Okome socken i Falkenbergs kommun i Halland.
Reservatet är 44 hektar stort och skyddat sedan 2008. I denna del av Okome socken låg några torp och gårdar som efter hand helt avfolkats. Byn har kallats för ”Byn utan namn” eller ”Den försvunna skogsbyn”. Här finns nu en vildvuxen blandskog med gran, gammal bokskog och andra lövträd.
På gamla bokstammar växer den rödlistade kornbandmossan (Metzgeria fruticulosa) som mattor. De döda träden gynnar många fågelarter som letar efter insekter och larver i veden. Här häckar spillkråka, gröngöling, större hackspett och mindre hackspett i reservatet med närmaste omgivningar.